# Auppegard
Auppegard település Franciaországban, Seine-Maritime megyében. Lakosainak száma 688 fő (2022. január 1.). Auppegard Bacqueville-en-Caux, Bertreville-Saint-Ouen, Colmesnil-Manneville, Hermanville, Manéhouville, Sauqueville és Thil-Manneville községekkel határos.

## Népesség
A település népességének változása:
| Lakosok száma | 731  | 731  | 730  | 716  | 704  | 692  | 692  | 692  | 688  |
|               | 2013 | 2015 | 2016 | 2017 | 2018 | 2019 | 2020 | 2021 | 2022 |